# Azeffoun
Pour les articles homonymes, voir Azeffoun (homonymie).
Azeffoun (en kabyle : Aẓeffun, en tifinagh : ⴰⵥⴼⴼⵓⵏ; en arabe : أزفون), est une commune algérienne, ville côtière de la wilaya de Tizi Ouzou en région de la grande Kabylie, située à 70 km au nord-est de Tizi Ouzou et à 95 km à l'ouest de Béjaïa.

## Toponymie
Azeffoun était anciennement nommée « Port-Gueydon ».

## Géographie

### Localisation
La commune d'Azeffoun se situe au nord-est de la wilaya de Tizi Ouzou. Elle est délimitée :
|          | Mer Méditerranée |            |
| Iflissen | Aghribs          | Aït Chafâa |
|          | Akerrou, Aghribs |            |

### Les villages de la commune
La commune d'Azeffoun est composée de 53 localités : Ait Ali Abd Allah, Abbache, Achouba, Agouni N'Rihane, Agloulide, Aït Illoul, Aït N'Eaïm, Aït Ouaissa, Aït Ouandlous, Aït Rahouna, Aït Si Yahia Bouada, Aït Si Yahia Oufella, Idjremnan, Ateouarzik, Azeffoun, Azib, Azib Sahel, Bezerka, Boumellal, Boumessaoud, Cheurfa, Cheurfa Bouada, El Kelaa, Gourare, Iberhoutène, Idjanatène, Ighil Amar Ou Yahia,Ighil Mehni, Ighil Laghzer, Ighil Oumala, Ihanouchène, Imedexène, Imouloukène, Issoumatène, Khanis, Keria, Khebla, Lazib Sahel, M'Letta, Oufella, Oumadène, Taddert, Taguemount Gatache, Taguemount Boudrar, Taïncert, Tala Dib, Tazaghart, Tazeboudjt n Tiza, Tidmimine, Tifezouine, Tifrest, Timlouka, Tiouidiouine, Ihamziouène, Yabèche et Zitouna.

#### Routes
La commune d'Azeffoun est desservie par plusieurs routes nationales :
- Route nationale 24: RN24 (Route de Béjaïa).
- Route nationale 73: RN73 (Route de Freha).

## Histoire

### Période antique
Du temps des Romains, elle s'appelait Rusazus et était une base militaire très stratégique en raison de sa situation géographique, bordée au nord par la Méditerranée, au sud par des montagnes s'élevant à 500 m d'altitude et à l'est par la région de Béjaïa qui fut au temps de la dynastie des Hammadides une capitale qui a marqué son passage dans l'histoire de l'Algérie.
La ville aurait été confiée vers le IIe siècle à un chef local, Aurelius Rulasen ex prefectura.
Les vestiges sont de nos jours visibles qui témoignent d'un passé prestigieux : les thermes, les silos à grain, les murs d'enceinte. Un grand nombre d'objets remontent à la surface ici et là au gré des fouilles impromptues entreprises par les habitants autochtones lors de travaux divers : labours, construction de maisons, etc. Faute d'un sauvetage du site archéologique par les autorités, c'est sur les ruines de Rusazus que sera construit par Farouk, il y a de cela quelques siècles, le village kabyle de Thaddart Ouzzefoun, qui fait partie des deux principaux sites archéologiques avec les allées d’Aït Rhouna. Il n'est pas rare de rencontrer des traces vivaces de la présence romaine en visitant une vieille maison de style kabyle ou une villa en béton.
Construite par les colons français vers le dernier tiers du XIXe siècle, la ville coloniale, baptisée Port-Gueydon, surplombe la mer à partir d'une colline qui descend en perpendiculaire du mont Tamgout. Elle tire son nom de l'amiral Gueydon.
Le port de pêche est la première infrastructure à y voir le jour après l'installation des premiers colons. La commune mixte de Port-Gueydon figurait parmi les plus vastes de la Kabylie du temps de l'administration française. Des dizaines de villages occupaient son espace géographique délimité au sud-est par Ighil Tafraout Jehma et Zekri et au sud–ouest par les villages d'Abizar et de Timizart N'sidi Mansour. Elle sert de jonction entre les deux Kabylies : Béjaïa n'étant qu'à 83 kilomètres de la limite est de la daïra d'Azeffoun.

### Toponymie
Le nom romain d'Azeffoun, Ruzurus, est très probablement issu de la racine berbère RZY (qui a donné par exemple le nom d'Arzew), elle-même d'origine punique et signifiant « rocher », « éperon rocheux », « grand cap » situé sur l'actuel cap Corbelin.
L'origine du nom Azzefoun est elle par contre incertaine : Ibn Khaldoun rattache ce nom à celui d'une tribu berbère, alors que la tradition locale le fait dériver du nom d'un poisson ou d'un crustacé (qui serait la langouste), mais rien dans le vocabulaire berbère ne permet de confirmer cette hypothèse.

### Période coloniale française
Azeffoun a pris le nom de Port-Gueydon.

## Économie
L'économie de la ville d'Azeffoun repose beaucoup sur le tourisme, la pêche et l'agriculture vu que c'est une petite ville côtière.

## Personnalités liées à la commune
- Littérature et poésie : Tahar Djaout, Bachir Hadj Ali, Mohamed Aouine.
- Musique : Boudjemaâ El Ankis, Mohamed Allaoua, Mohand Iguerbouchène, Hadj El Anka.
- Sport : Hassen Lalmas.
- Théâtre et cinéma : Ahmed Ayad Rouiched, Mohamed Fellag, Mohamed Hilmi, Saïd Hilmi.
- Guerre d'Algérie : Didouche Mourad, Sadou Ali,Omar Yacef , Saadi Yacef
- Peinture : M'hamed Issiakhem, Mohamed Belghanem

## Galerie de photos

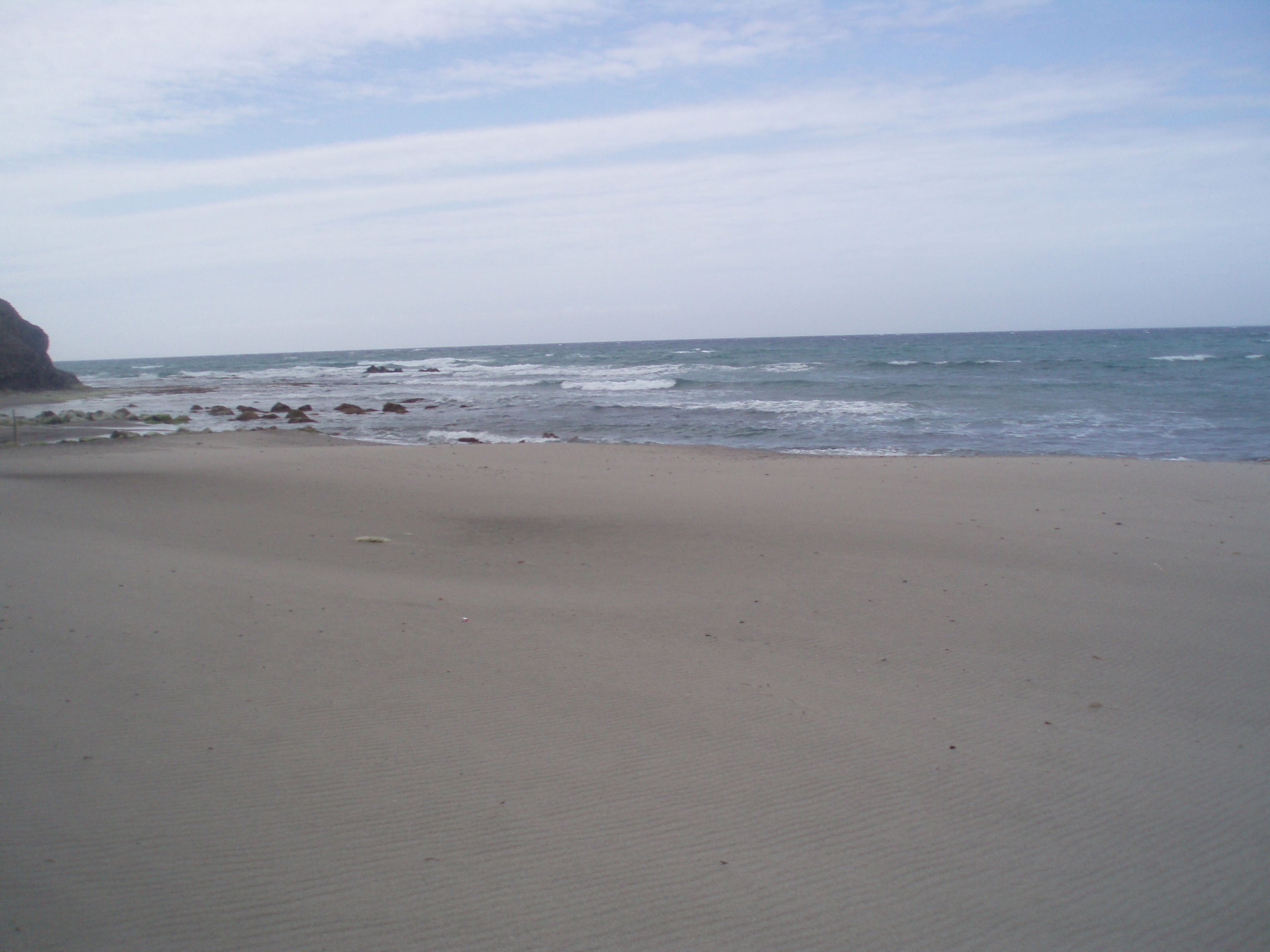
Plage petit paradis
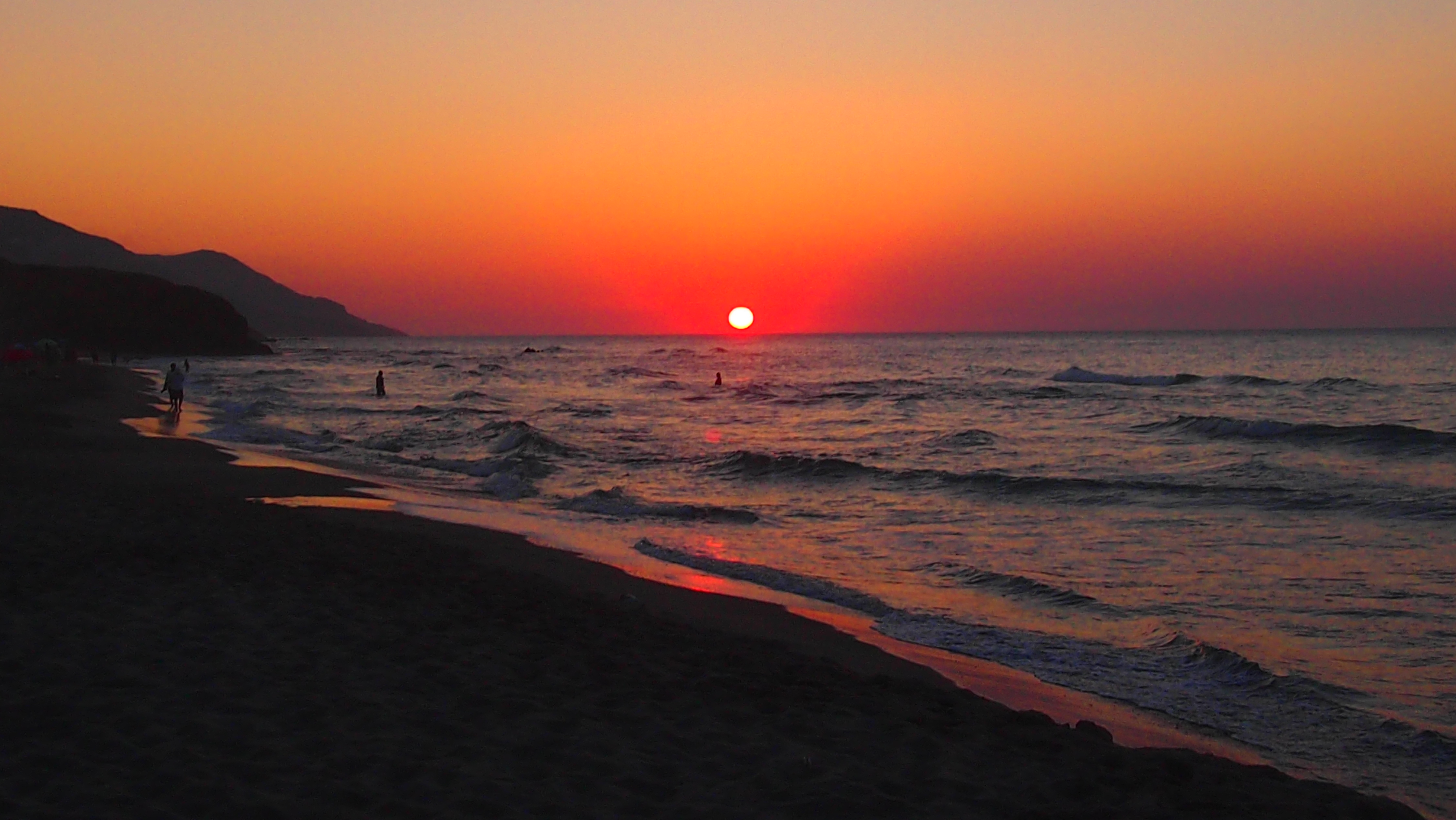
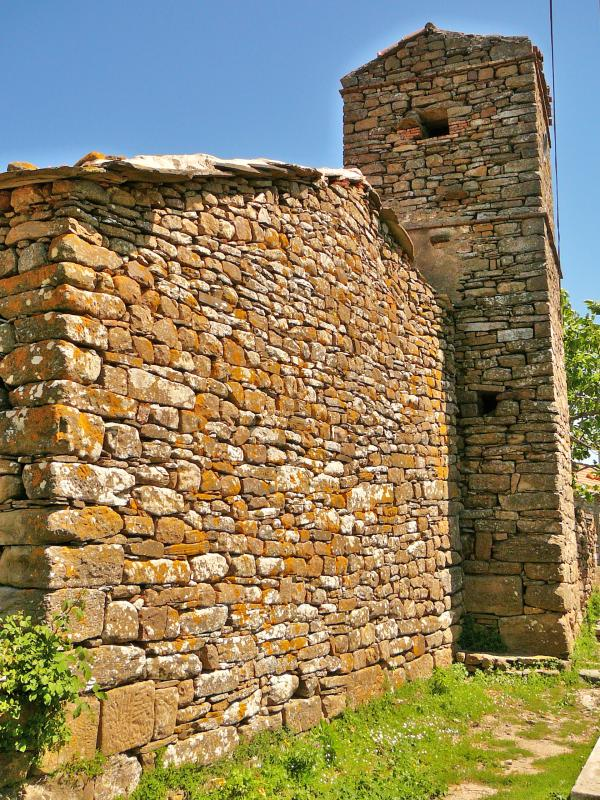